# Emil Björkegren

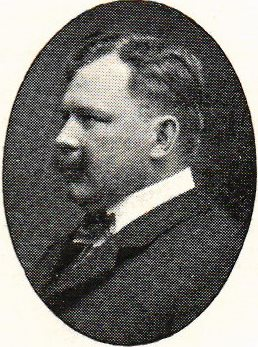
Emil Björkegren

Emil Richard Björkegren, född 11 juli 1867 i Ödeshögs församling, Östergötlands län, död 10 maj 1937, var en svensk ingenjör.
Björkegren blev elev vid Tekniska elementarskolan i Borås 1883, där han avlade examen 1886. Han var anställd som ingenjör vid Thomson-Houston International Electrical Company i Boston 1887–92 och vid Union Elektricitäts-Gesellschaft i Berlin 1892–1900 samt som överingenjör vid Grosse Berliner Strassenbahn 1900–06 och verkställande direktör vid Stockholms Nya Spårvägs AB 1906–09 (på grund av sin tidigare verksamhet i den tyska huvudstaden kallades han i Stockholm "Berlinergren"). Han var därefter civilingenjör i Bremen 1909–11, blev chef för elektricitetsverket och spårvägarna i Elbing, Västpreussen, 1911 och var svensk vicekonsul där 1916–22.
Han var gift med Elise Regine Christine Wolff (1872–1949) från Tyskland och hade en dotter Ingrid Lotten Mary Lotz (1896–1972).